# Manchester Orchestra
 (avril 2023).
Manchester Orchestra est un groupe de rock indépendant américain d'Atlanta formé en 2004. Le groupe est composé du guitariste rythmique, chanteur et compositeur Andy Hull, du guitariste principal Robert McDowell, du bassiste Andy Prince et du batteur Tim Very.

## Discographie

### Albums studio
- 2006 - I'm Like A Virgin Losing A Child
- 2009 - Mean Everything to Nothing
- 2011 - Simple Math
- 2014 - Cope
- 2014 - Hope ("Cope"' version acoustique)
- 2017 - A Black Mile to the Surface
- 2021 - The Million Masks of God
- 2023 - The Valley of Vision (EP)